# ریمو گالی
ریمو گالی (انگلیسی: Remo Galli; ۳ ژوئیهٔ ۱۹۱۲ – ۱۲ ژوئن ۱۹۹۳) بازیکن فوتبال اهل ایتالیا بود.
از باشگاه‌هایی که در آن بازی کرده‌است می‌توان به باشگاه فوتبال اینتر میلان، باشگاه فوتبال مودنا، باشگاه فوتبال تورینو، و باشگاه فوتبال پیستویزه اشاره کرد.